# AEG premiers modèles

## AEG Z.1
Le premier avion construit par AEG, Abteilung Flugzeugbau, était un biplan de type Wright équipé d’un 8 cylindres de 75 ch. Réalisé en 1910, il pesait 850 kg pour 17,5 m d’envergure et atteignit 65 km/h.

## AEG Z.2
Monoplan, aucun détails connus.

## AEG Z.3
Hydravion biplace réalisé en 1912 qui servira d’avion d’entraînement dans la Kriegsmarine. Entrainé par un moteur NAG de 95 ch en ligne, il affichait une envergure de 15,50 m.